# VH1
VH1 (với tên gọi VH-1: Video Hits One trong giai đoạn 1985–1994) là một kênh truyền hình cáp của Mỹ có trụ sở ở Thành phố New York, và là một thành phần của MTV Networks. Kênh truyền hình này bắt đầu được lên sóng từ ngày 1 tháng 1 năm 1985, với mục đích ban đầu là xây dựng nên thành công cho MTV bằng việc phát các video âm nhạc. Tuy nhiên sau này, kênh truyền hình đã có một hướng đi khác so với MTV, tập trung nhiều vào các ca khúc pop nhẹ nhàng hơn. Cả VH1 và kênh truyền hình chị em MTV hiện đều đang là thành phần của MTV Networks, thuộc công ty Viacom.

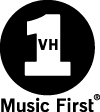
Biểu trưng của VH1 với tên gọi VH1: Music First trong thời kì 1994–2003.